# 朝鮮總督府中樞院
朝鮮總督府中樞院是根據1910年9月30日公佈，10月1日實施的《朝鮮總督府中樞院官制》（明治43年敕令第355號）設立，朝鮮日治時期的朝鮮總督府的諮詢機關。
1910年12月12日制定《朝鮮總督府中樞院議事規則》，1918年1月19日制定並公佈《朝鮮總督府中樞院事務分掌規程》。

## 概要
議長為朝鮮總督府政務總監。1910年設立時副議長為金允植，顧問則任命李完用、朴齊純、高永喜、趙重應、李址鎔、權重顯、李夏榮、李根澤、宋秉畯、任善準、李載崑、李根湘、李容稙、趙羲淵等人。
2002年發表的親日派名單上708人有部分跟中樞院有關，2005年民族問題研究所編輯的親日派目錄名單上也有335人跟中樞院有關。